# Irma Grese
Irma Grese (7. října 1923 Wrechen – 13. prosince 1945 Hameln) byla dozorkyně v nacistických koncentračních táborech Ravensbrück, Auschwitz-Birkenau a Bergen-Belsen. Podle britského práva byla odsouzena za válečné zločiny proti lidskosti k trestu smrti oběšením ve věku 22 let.
Pro svůj vzhled, resp. pro svou krutost si získala přezdívky blonďatý anděl, Krásné zvíře, Krásná bestie, Osvětimská bestie, Osvětimská hyena či Hyena z Osvětimi.

## Mládí
Irma Grese se narodila 7. října 1923 v obci Wrechen poblíž Pasewalku v bývalém Meklenbursku. Vyrůstala ve skromných podmínkách. Narodila se jako prostřední z pěti dětí. Měla dvě sestry a dva bratry. Otec Alfred Grese pracoval jako zemědělský dělník. V roce 1936 matka Berta ukončila svůj život. Spáchala sebevraždu, příčinou byla nevěra manžela. Po převzetí moci nacisty byla Irma vychovávána v duchu nacionálního socialismu. Roku 1937 vstoupil otec do NSDAP. V roce 1939 se znovu oženil.
Irma ve škole nepatřila mezi bystré žáky. Prospěch měla slabý a nebyla ani pilnou žačkou. Vztahy se spolužáky vyústily v její šikanování. Podle sestry Helene se vyhýbala hádkám a často raději utekla. Irma nedokončila základní vzdělání a ze školy odešla v patnácti letech. Hledala uplatnění a vstoupila do organizace Bund Deutscher Mädel (Svaz německých dívek), což byla dívčí obdoba Hitlerjugend. Zde získala absolutní až fanatickou víru v ideologii nacismu.
Po odchodu ze školy pracovala půl roku na zemědělské farmě a dalších šest měsíců prodávala v obchodě. Chtěla se stát zdravotní sestrou. Nastoupila do SS sanatoria Hochenlychen v Lychenu, kde pracovala jako pomocná síla a starala se o nemocné vojáky. V sanatoriu působil také MUDr. Karl Gebhardt, který byl později za své válečné zločiny odsouzen k trestu smrti.

## Dozorkyně
V roce 1942 Irma vstoupila do pomocné jednotky SS a stala se dozorkyní v koncentračním táboře Ravensbrück. Otec s ní nesouhlasil, rozešli se ve zlém a Irma odešla z domova. V březnu 1943 byla převelena do koncentračního tábora Auschwitz-Birkenau (Osvětim-Březinka) jako druhá velitelka ženského personálu tábora. Od května do prosince 1944 pak byla přidělena do C-lágru v Birkenau, kde žilo v osmadvaceti blocích až k třiceti tisícům vězňů.
Později při výslechu řekla:
| „ | Běžná ubytovací kapacita by byla zhruba sto až tři stovky lidí na blok. Já jsem jich ale do každého bloku musela brát až tisíc, protože tábor byl přeplněný. V některých blocích byla lůžka dost velká, že se na jednom vyspalo i pět lidí, ale ve většině budov nebyly ani postele, ani palandy. | “ |

Svým krásným zjevem pouze klamala. Posílala vězně do plynových komor. Zúčastňovala se „výběrového řízení“. Pokaždé, když do tábora byli deportováni noví vězni, rozhodovala, kdo má být poslán přímo do plynových komor a kdo je schopen pracovat. Pracovní náplň si rozšířila o týrání a surové bití. Vězeňkyně nechávala potrhat vyhladovělými psy. Během potratů a dalšího trápení (resp. mučení) žen na ní bylo prý patrné sexuální vzrušení a uspokojení. Zaměřovala se především na hezké a mladé Židovky, které považovala za možnou konkurenci. K trestání vězňů v Osvětimi používala především bič, nebo vycházkovou hůl. Používala i pistoli. Vedle násilí se u ní snad projevovaly také perverzní sexuální sklony a hypersexualita. Údajně měla vztah s velitelem Osvětimi-Březinky a tábora v Bergen-Belsenu Josefem Kramerem nebo osvětimským lékařem Josefem Mengelem, kterému pomáhala při pokusech na lidech. Její brutalita byla tak drastická, že jí hlavní lékař tábora, Eduard Wirths zakázal vstup do nemocnice i když on sám poslal „do plynu“ milión lidí.
V lednu 1945 byla převelena z Osvětimi do koncentračního tábora Ravensbrück a v březnu do Bergen-Belsenu, kde pracovala jako velitelka tábora a pokračovala ve svých sadistických praktikách. Zde byla 17. srpna 1945 zatčena britskými vojenskými jednotkami.

## Belsenský proces
Belsenský proces probíhal od 17. září do 17. listopadu 1945 v německém Lüneburgu. Velitel tábora Josef Kramer s dalšími čtyřiceti pěti členy strážních jednotek (včetně sedmnácti žen) byl souzen britským válečným soudem. Před soudem stála vedle Josefa Kramera Irma Grese, dozorkyně Johanna Bormann a zdravotní sestra Elisabeth Volkenrathová a další. Irma Grese zde mimo jiné obhajovala používání biče:
| „ | Bič byl vyrobený z celofánu v táborové tkalcovské továrně. Byl to velmi lehký bič, ale když jsem s ním někoho uhodila, muselo to bolet. Po osmi dnech tyto biče velitel Kramer zakázal, ale my jsme je přesto používali… když se počet vězňů v C-lágru zvýšil a vězni odmítali poslouchat mé příkazy, dokonce i ty nejbanálnější, … Každý den jsem řešila případy krádeží, jako například jídla z kuchyně a další. Na začátku měl každý vězeň dvě deky, ale když se tábor více zalidnil, musel mít každý pouze jednu. Zjistili jsme, že vězni deky trhají a dělají si z nich nejrůznější věci, jako boty, bundy a podobně. Dala jsem jasný rozkaz, aby byly všechny věci vyrobené z dek okamžitě vráceny, nic se ale nevrátilo. Proto jsem nařídila kontrolu všech bloků a také osobní prohlídky vězňů. To byly příležitosti, kdy jsem používala svůj bič. | “ |

Irma Grese byla uznána vinnou za zločiny proti lidskosti a odsouzena k trestu smrti oběšením. Ničeho nelitovala. Chování u soudu i její dopis na rozloučenou sestře, ukazovaly její věrnost nacistické ideologii. Podle záznamů si v cele smrti zpívala nacistické písně. Byla popravena v poledne 13. prosince 1945 Albertem Pierrepointem ve věznici v Hamelnu. Je nejmladší ženou popravenou ve 20.  století.